# Rhudy Evens
Rhudy Evens (13 febbraio 1988) è un calciatore francese di origini guianesi, centrocampista del Le Geldar e della Selezione della Guyana francese.

## Carriera

### Nazionale
Ha esordito con la Selezione della Guyana francese nel 2008.